# Hammare
För andra betydelser, se Hammare (olika betydelser).

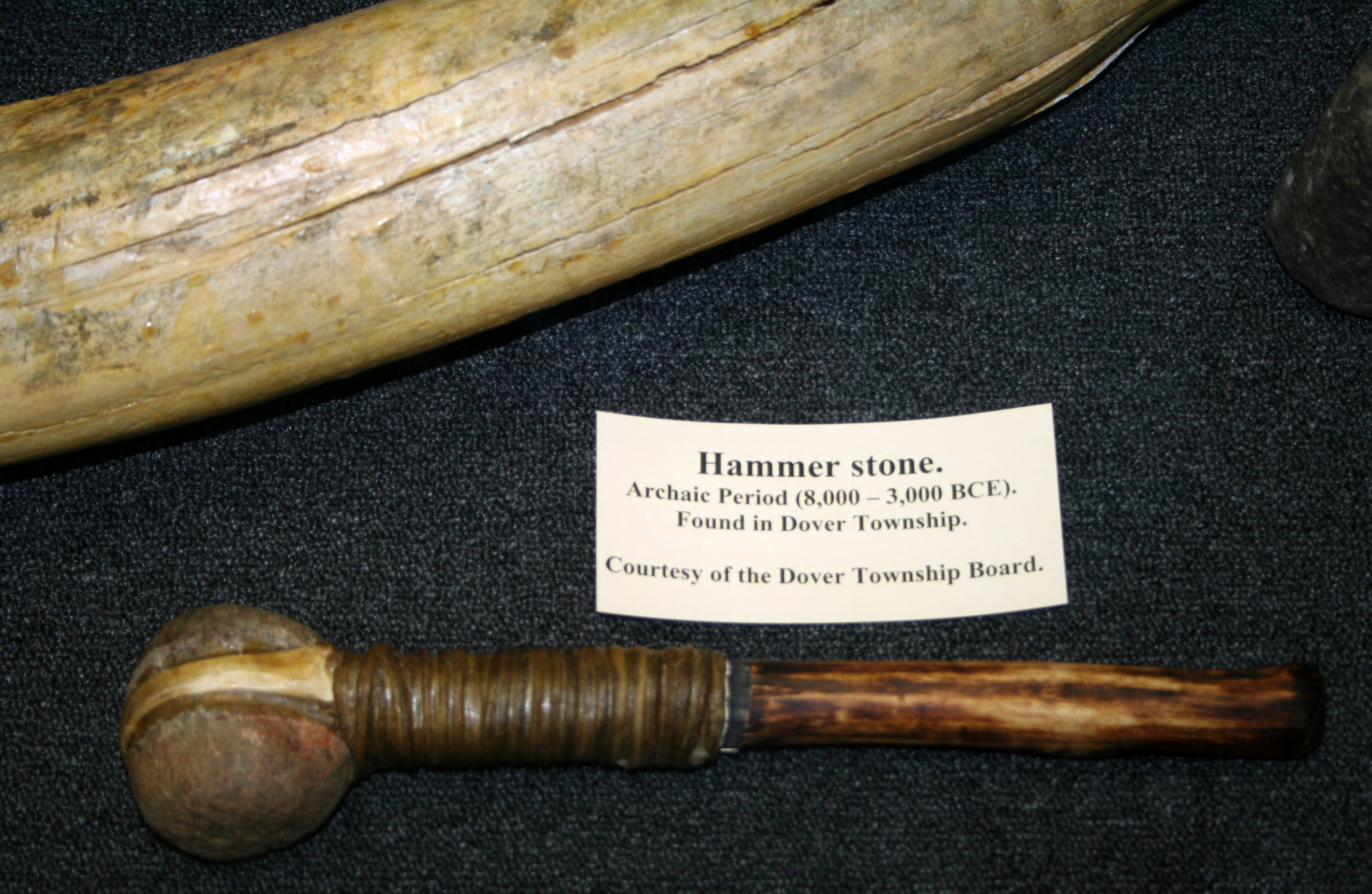
Hammare 3000-8000 f.Kr., fynd från Dover

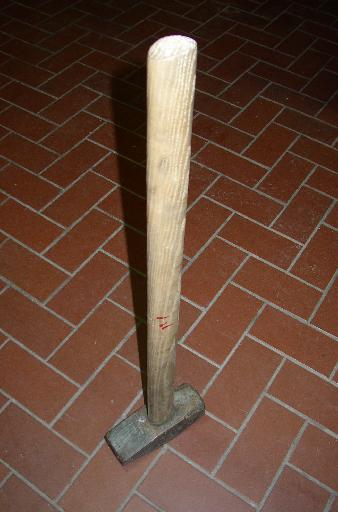
Slägga

Hammare är ett verktyg som används för att slå med. Hammare används av många yrkesgrupper: guld-, silver- och järnsmeder, kopparslagare och plåtslagare, möbel- och byggnadssnickare, hovslagare, murare, skomakare och tapetserare, stenarbetare och skulptörer.
Det finns hammare med vikt från några gram till flera kilon. De tyngre hamrarna kallas släggor.

## Hammarens konstruktion
En hammare består av huvud och skaft. Skaftet består vanligen av trä, metall eller glasfiber med mera. Det anbringas traditionellt till huvudet i ett genom huvudet gående elliptiskt koniskt hål, kallat öga eller skafthål, och kilas fast genom att slå ner en kil av trä eller metall i ett djupgående spår på skaftets topp. Alternativa metoder förekommer dock, särskilt historiskt (se till exempel holkyxa). Samma principer används även för liknande verktyg såsom yxor, hackor och däxlar. Det hela kan förstärkas med epoxylim som fyller ut luckor i ögat mellan skaft och huvud. Ytterligare förstärkning kan förekomma med järnhakar genom ögat. Hakarna spikas fast mot skaftet.
Ett träskaft ska vara av hårt träslag som krymper så lite som möjligt vid varierande fuktighet. Bästa svenska träslag är ask, av utländska träslag är hickory bäst.

### Hammarhuvudet
Hammarhuvudet består av två delar som är olika för olika hammare.
- Ban (även bane eller slag) används att slå med. På vissa hammare är banen svagt konvex, medan den på andra är plan. Banen kan vara fyrkantig eller rund.
- Plan är slagytan på en slägga.
- Kula är ett halvklot som används vid metallarbete.
- Pen har en smal, avlång, avrundad slagyta och används vid metallarbete och på släggor.
- Klo används för att dra ur spik med.
- Magnet används av tapetserare för att hålla och fästa nubben, inte för att driva in den.

## Typer av hammare
1. Blyhammare har huvud av bly. Genom att blyet är förhållandevis mjukt kan denna hammare med viss försiktighet användas på föremål, där slagmärken inte kan tolereras.
2. Fanerhammare har ban.
3. Gummihammare har huvud av gummi och används när arbetsstycket inte får skadas av slagmärken. Det finns också särskilt formade gummihättor, som kan trädas över en stålhammares ban för att ge denna en gummihammares egenskaper.
4. Knoster är en tung slägga för stenarbete. Knoster är även benämning på ett mothåll, främst använt inom plåtslageri.
5. Fallhammare (även kallat hejare) får ett av tungt hammarhuvud att fritt falla ned mot städet och arbetsstycket, styrt av skaft eller gejd.
6. Kulhammare har ban och kula.
7. Kopparhammare kan ha dubbla utbytbara ban, och används som en blyklubba.
8. Krysshammare är en variant av penhammare, där penen är riktad parallellt med skaftet.
9. Linjehammare
10. Lufthammare
11. Maskinhammare används vid smidesarbeten samt vid en del koppar- och plåtarbeten.
12. Manufaktur- eller knipphammare (även kallat fjäderhammare) användes för klenare smidesarbeten.
13. Murarhammare har ban.
14. Penhammare har ban och kort pen, som står vinkelrätt mot skaftet.
15. Pikhammare ser ut ungefär som en klohammare med ena klon avbruten. Den återstående klon är spetsig, så att man med den kan slå upp ett litet hål i arbetsstycket som skruvstart. (Ersätter pryl).
16. Plåtslagarhammare har ban och lång pen.
17. Skomakarhammare har ban och en extra bred och lång pen, vinklad ca 30° mot ett mycket kort skaft.
18. Slägga kan ha två plan eller ett plan jämte pen och är en tung (2 – 10 kg) hammare som används bland annat vid smide och stenbearbetning. Den har ett meterlångt skaft, som hanteras med bägge händerna, och vid behov av extra kraft svingas den över huvudet.
19. Slägghammare är ett mellanting mellan hammare och slägga med ett huvud på några kg och med två ban. Den har ett kort skaft och hanteras med bara en hand.
20. Silversmedshammare har två rundade och blankpolerade penar.
21. Smideshammare är en penhammare med en vikt på 0,7-2 kg.
22. Snickarhammare eller klohammare har kraftig ban och klo.
23. Stukhammare används för att stuka ämnen.
24. Tapetserarhammare är en lätt hammare med liten fyrkantig ban och pen. Ban och pen ligger i rät linje, så att man kan komma åt tätt intill lister och dylikt. Den kan vara försedd med magnet. Kallas ibland dekoratörshammare.
25. Urmakarhammare, en liten hammare på bara några tiotal gram med ett kort skaft. Den måste vara tillverkad av omagnetiskt material, eftersom urets gång kan störas om det blir magnetiserat.
26. Drivhammare, används tillsammans med en drivskål för invändig skålning av plåt.[1]
27. Glidhammare eller draghammare Består av en stång med något slags fäste i ena änden, en vikt som kan glida utmed stången och ett stopp i andra änden. Kan exempelvis användas i plåtbearbetning för att dra ut bucklor, tillsammans med en svinpitt för att extrahera skruvar eller för att demontera lager vid bilreparationer.

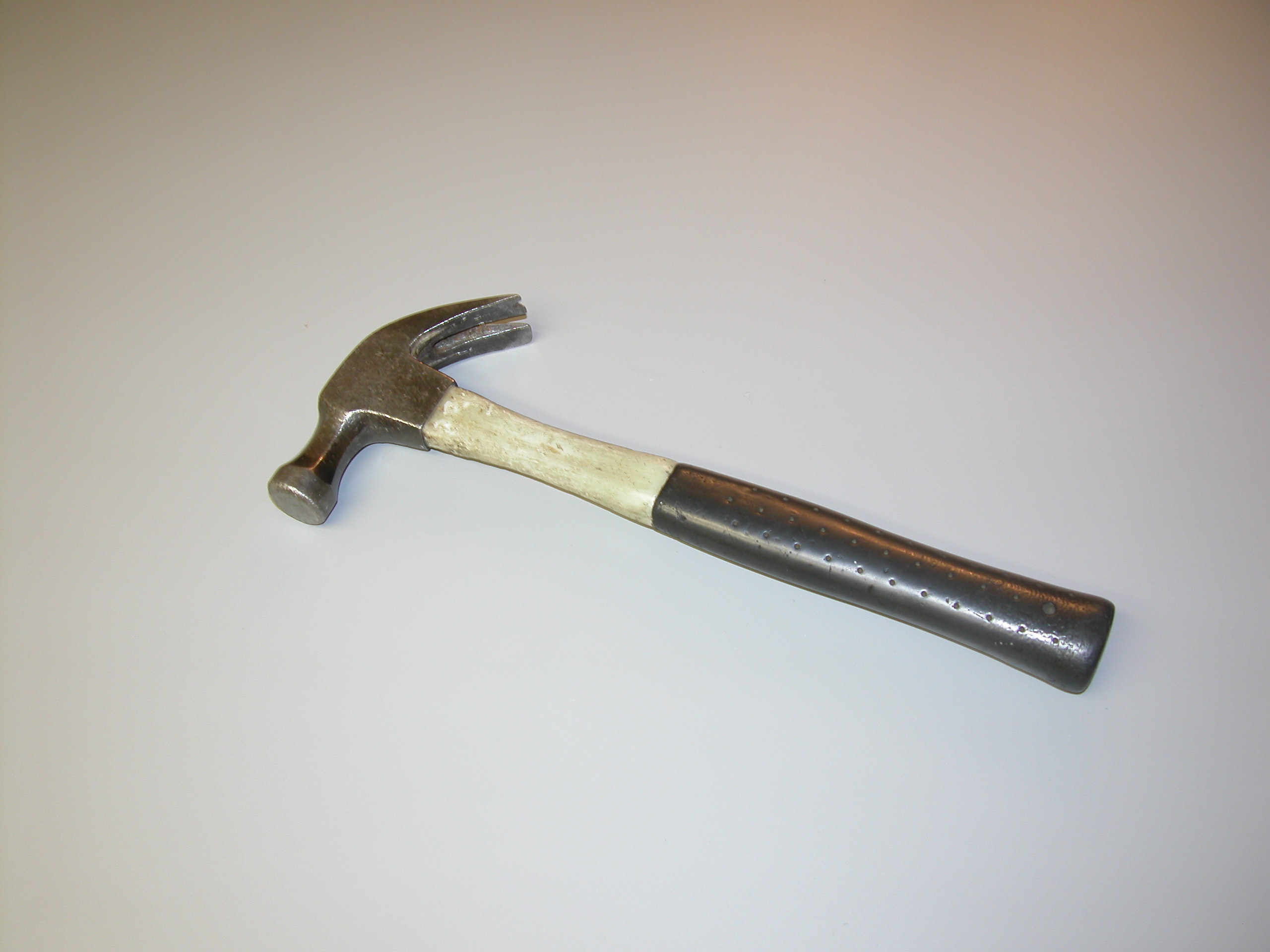
Klohammare vanlig hos snickare
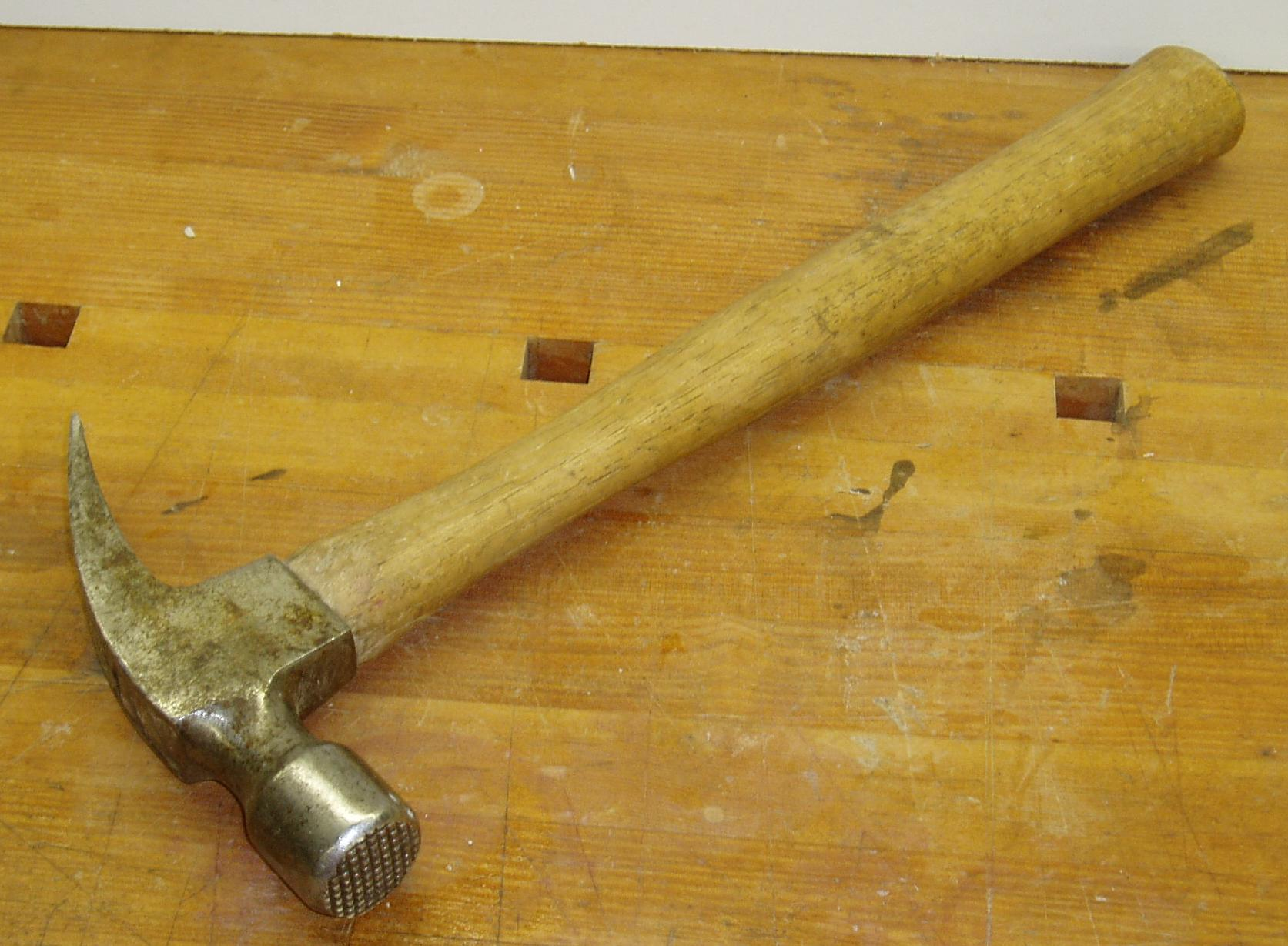
Hammare vanlig hos en timmerman
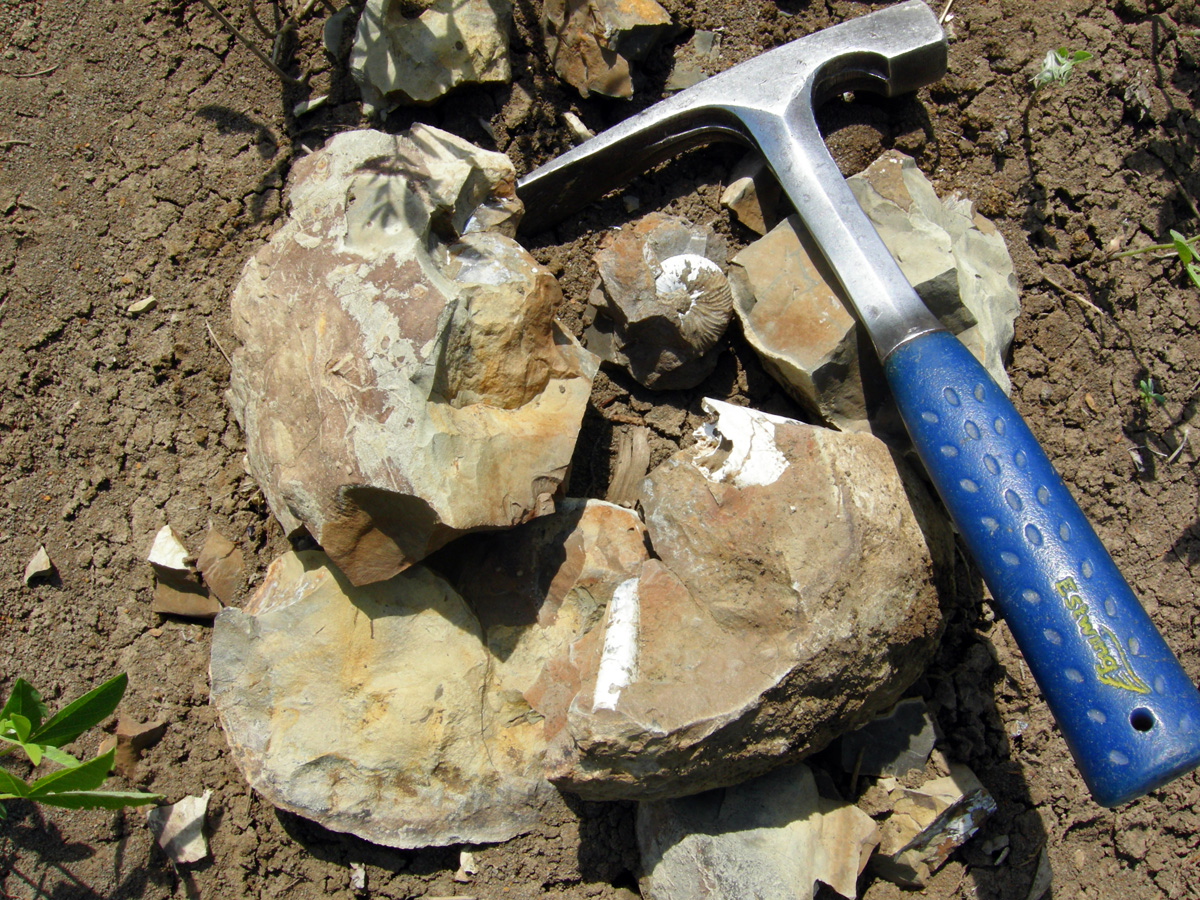
Hammare för geologer
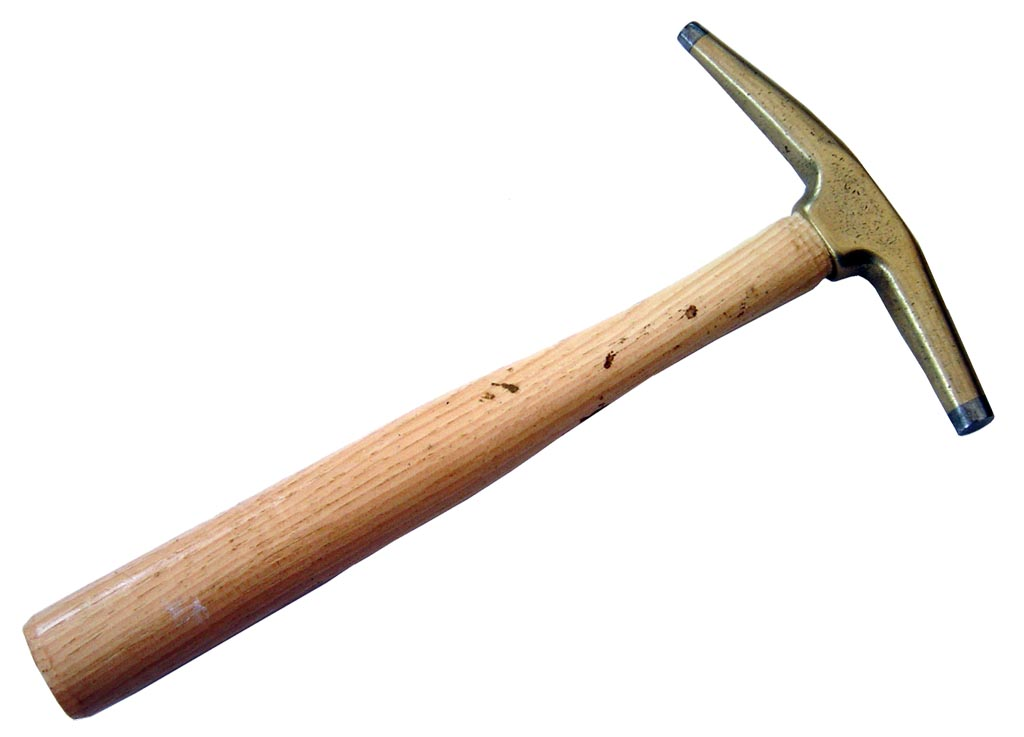
Polsterhammare
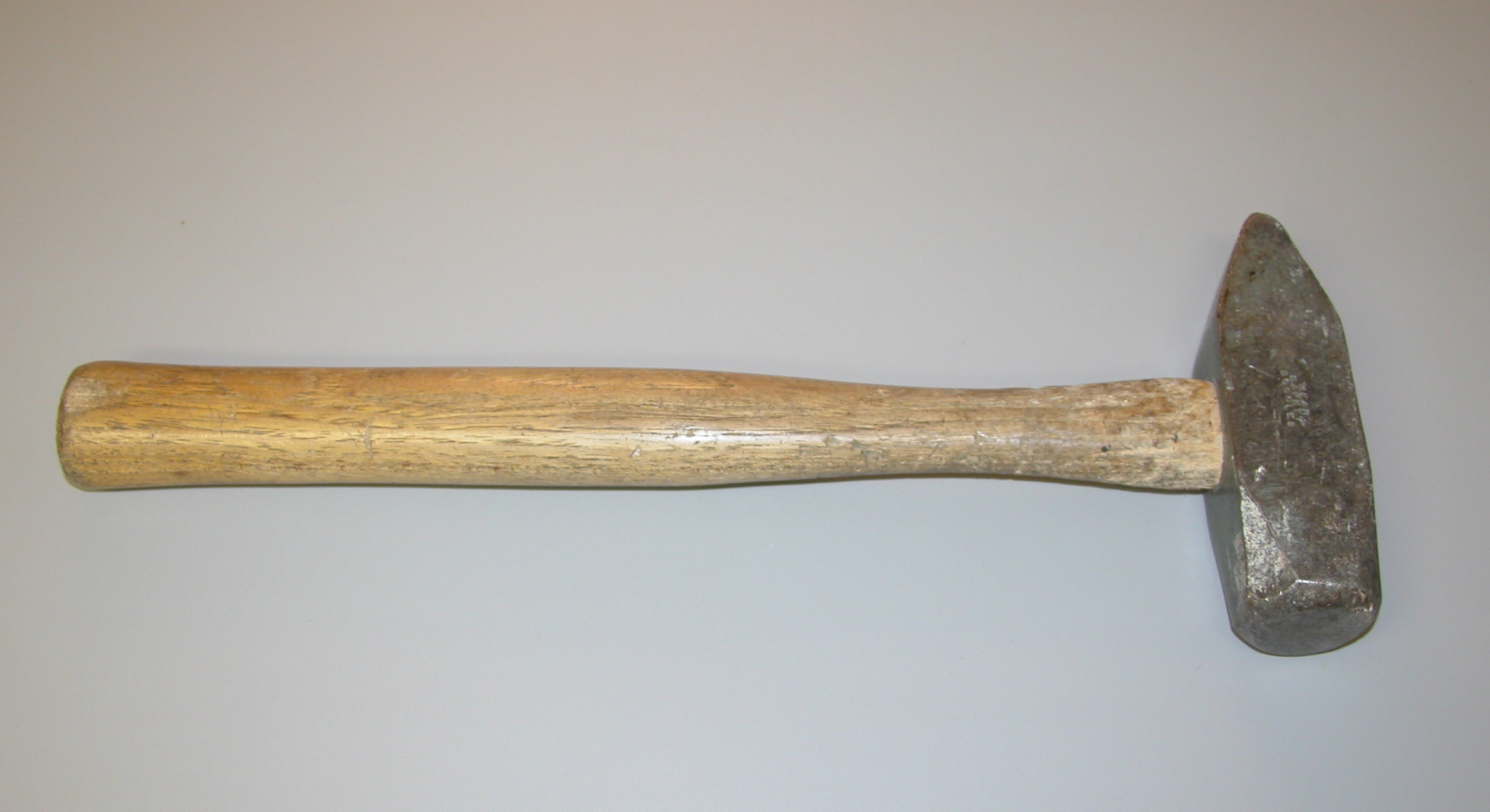
Hammare med Ban och pen, en slägghammare
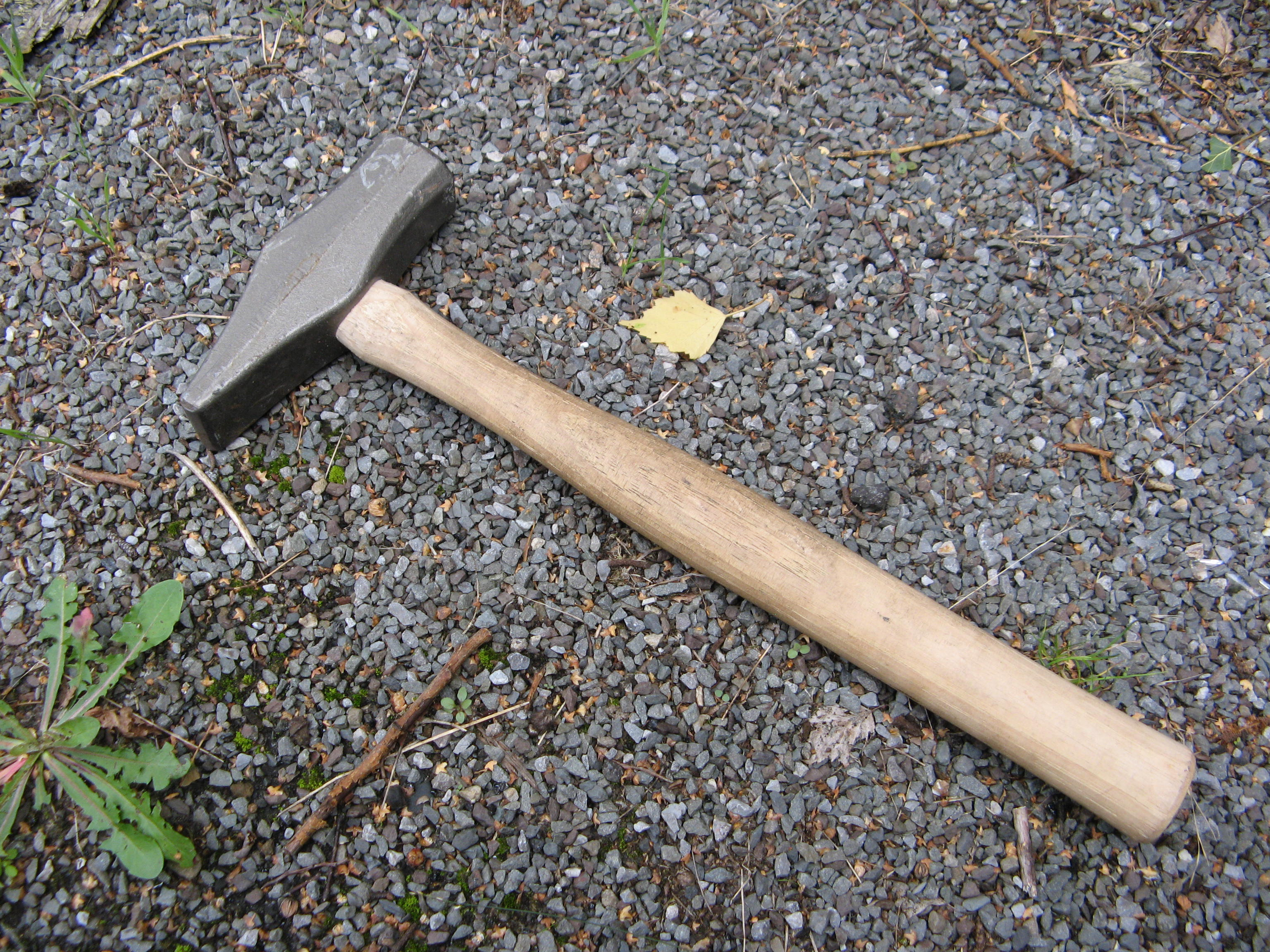
Smideshammare för smide
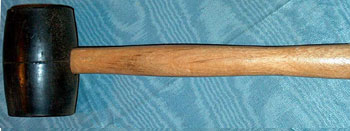
Gummihammare
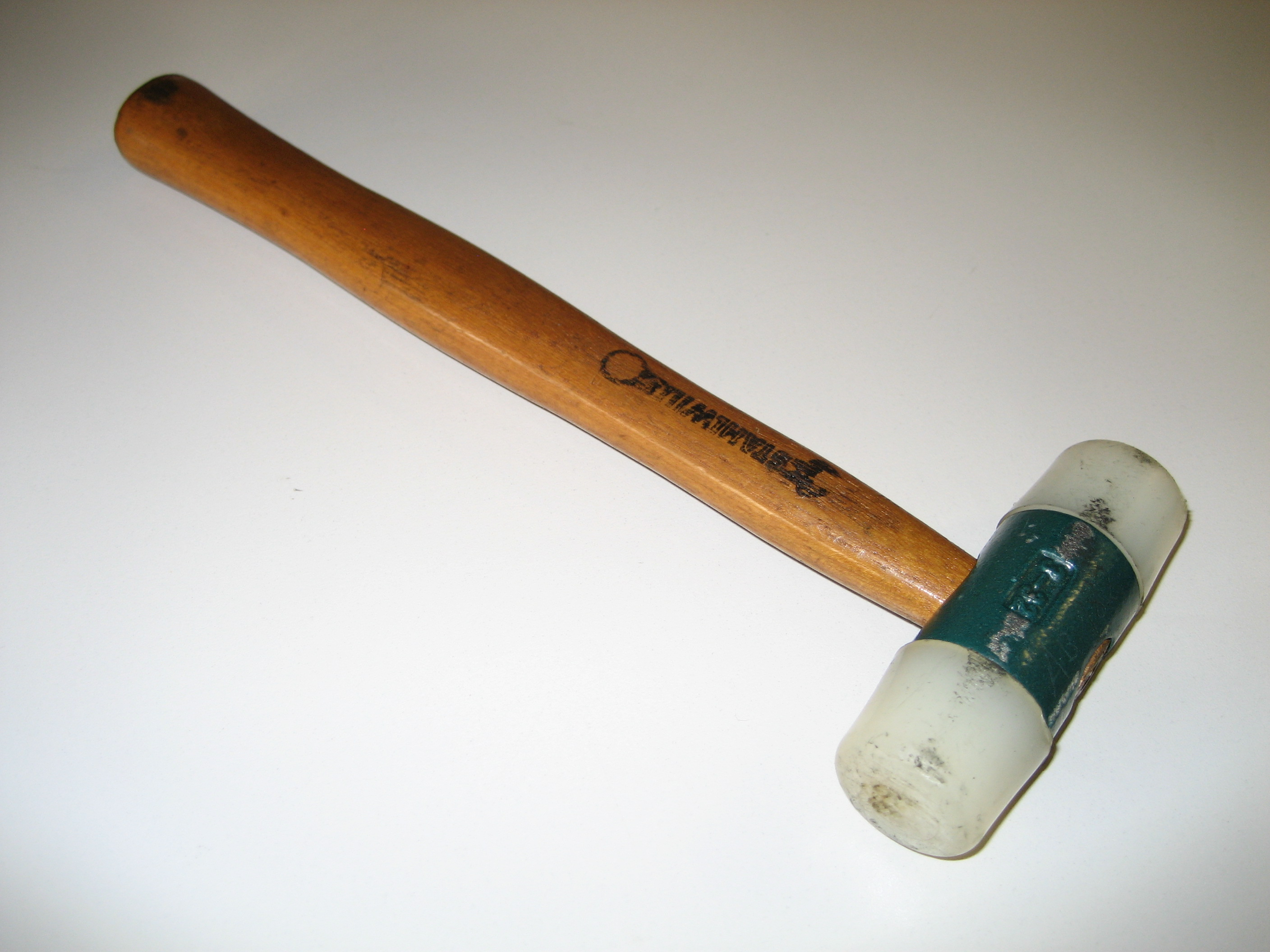
Hammare med huvud av plast
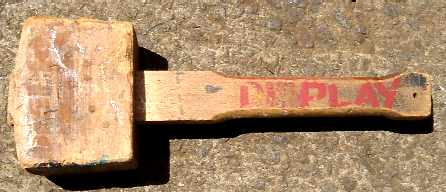
Trähammare för möbelsnickare
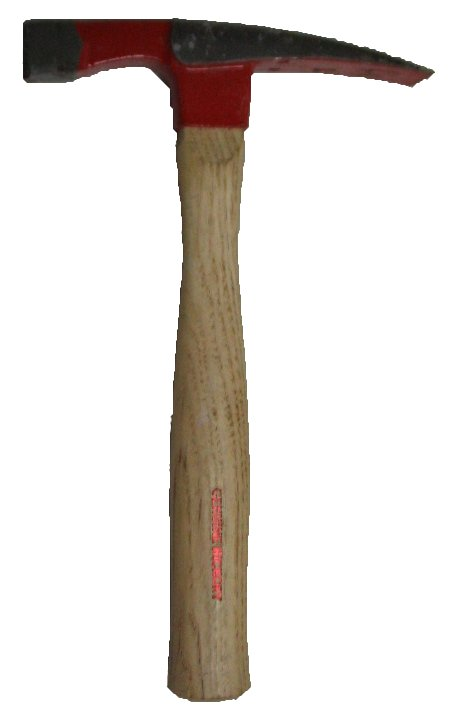
Murarhammare för att bearbeta tegel vid murning

## Den studsfria släggan
En slägga som används för att slå på en huggmejsel eller vid borrning i sten studsar tillbaka, vilket gör att en del av rörelseenergin i släggan inte tillgodogörs för att driva huggjärnet etcetera. Med andra ord återvinns en del av energin för lyfta tillbaka släggan i riktning mot utgångsläget.
Man kan sätta fast en pinne på släggnacken, träda på en avvägd mängd tunga ringar som löper fram och tillbaka ett kort stycke samt anordna någon form av stopp, så att ringarna inte faller av. När man svingar släggan kommer ringarna på efterkälken och trycks mot pinnens stopp. När slägghuvudet träffat verktyget och just ska till att studsa tillbaka hinner ringarna ikapp, möter återstudsen och tvingar tillbaka slägghuvudet mot det verktyg det just var på väg att lämna. Om det hela är rätt avpassat kommer ringarna när de faller ner mot slägghuvudet att helt kväva återstudsen. Man får alltså en studsfri slägga som med full effekt driver verktyget. En variant, som fungerar enligt samma princip, är ett hålrum inuti slägghuvudet, som är delvis fyllt med stålkulor. Märkligt nog är denna typ av studsfri slägga/hammare sällsynt i allmänna handeln. Gummiklädda studsfria slagverktyg finns, men det är en annan princip. Nackdelen med denna metod är att gummit blir hårt åtgånget av träffen mot verktyget.

### Maskinhammare
En maskinhammare har i regel en frekvensstyrning av slaghastigheten på hammaren. Det vill säga att man ändrar varvtalet på motorn med en potentiometer antingen fristående eller inbyggt i fotpedalen. Några exempel på maskinhammare är:
1. Fallhammare
2. Nithammare
3. Stångjärnshammare
4. Spikpistol
5. Borrhammare